# Kronosaurus
Kronosaurus (/ˌkrɒnoʊˈsɔːrəs/ KRON-oh-SOR-əs; có nghĩa là "thằn lằn của Kronos") là một chi khủng long cổ ngắn đã tuyệt chủng và có khả năng đáng ngờ sống trong thời kỳ Kỷ Phấn trắng sớm (Aptian đến Albian muộn) ở khu vực ngày nay là Úc . Một loài được biết đến, K. queenslandicus, được mô tả vào năm 1924 từ một phần hóa thạch được phát hiện ở Queensland (do đó có tên như vậy). Các hóa thạch hiếm khác theo truyền thống được gán cho chi này chỉ ra rằng con vật này lẽ ra phải đạt đến kích thước chiều dài gần 10 mét (33 ft).
Sự liên quan của đơn vị phân loại này có vấn đề do tính chất rời rạc của mẫu gốc, là một bản giao hưởng một phần hàm dưới. Một số mẫu vật, bao gồm các bộ xương ít nhiều hoàn chỉnh, đã được gán cho chi này và đã được đề xuất là kiểu mẫu mới, nhưng không có bất kỳ xác nhận nào từ ICZN. Ngoài ra, một số mẫu vật này đã được chuyển sang các chi khác, khiến tính hợp lệ của Kronosaurus thậm chí còn không chắc chắn hơn.
Hồ sơ hóa thạch cho thấy Kronosaurus sống ở vùng biển nội địa có nhiệt độ khá lạnh.